# Protoneuridae
Protoneuridae – wyróżniana dawniej rodzina ważek równoskrzydłych (Zygoptera). Zaliczano do niej około 250 gatunków zgrupowanych w rodzajach: 
- Amazoneura
- Arabineura
- Caconeura
- Chlorocnemis
- Disparoneura
- Drepanoneura
- Elattoneura
- Epipleoneura
- Epipotoneura
- Esme
- Forcepsioneura
- Idioneura
- Isomecocnemis
- Junix
- Lamproneura
- Melanoneura
- Microneura
- Neoneura
- Nososticta
- Peristicta
- Phasmoneura
- Phylloneura
- Prodasineura
- Proneura
- Protoneura
- Psaironeura
- Roppaneura

W nowszych ujęciach systematycznych, w oparciu o badania Dijkstra et al. 2014, rodzaje te zostały włączone do rodzin Coenagrionidae i Platycnemididae.
Rodzajem typowym rodziny był Protoneura.